# Sérénade (Fauré)
Pour les articles homonymes, voir Sérénade.
Sérénade, op. 98, est une œuvre pour violoncelle et piano de Gabriel Fauré composée en 1908.

## Présentation
Sérénade est composé en 1908. L'œuvre, qui porte le numéro d'opus 98, est écrite pour violoncelle et piano. Chronologiquement, il s'agit de la dernière page du compositeur consacrée au violoncelle soliste. Elle est dédiée à Pablo Casals,. À son sujet, le violoncelliste a écrit au compositeur : « Elle est délicieuse, chaque fois que je la joue elle me paraît nouvelle tellement elle est jolie ».
La partition est publiée par Heugel en 1908.

## Commentaires
Pour François-René Tranchefort, l'œuvre, « exquise [...], brill[e] de ses traits vifs et spirituels, finement ironiques, — partitions [avec la Sicilienne] sans doute un peu trop oubliées aujourd'hui ». 
Pour le musicologue Nicolas Southon, c'est « l'une des pièces de genre les plus consistantes de Fauré. Sans manquer de la séduction de ses cadettes, cette miniature montre une plus grande invention : le développement mélodique est construit, et l'accompagnement élaboré évite la répétition de formules, dans une atmosphère de retour stylisé au baroque ». 
Jean-Pascal Vachon relève que la partition est de « forme tripartite dans laquelle les sections extérieures rappellent la mélodie Mandoline alors que la section centrale semble suggérer un rigaudon ». 
La Sérénade, en si mineur, est d'une durée moyenne d'exécution de trois minutes environ,.

## Discographie sélective
- Gabriel Fauré — 1, François Salque (violoncelle) et Éric Le Sage (piano), Alpha 600, 2011[8].
- Fauré: The Music for Cello & Piano, Andreas Brantelid (en) (violoncelle) et Bengt Forsberg (piano), BIS 2220, 2017[9].
- Fauré: Piano Works, Chamber Music, Orchestral & Choral Works, Requiem, Frédéric Lodéon (violoncelle) et Jean-Philippe Collard (piano), CD 6, Erato 0190295633578, 2018.